# استراتيجية بحرية
الاستراتيجية البحرية هي تخطيط للحرب البحرية  وتنفيذها، النظير البحري للاستراتيجية العسكرية   على البر.
تهتم الاستراتيجية البحرية، ومفهوم إستراتيجية الملاحة المتعلق به، بالاستراتيجية الشاملة لتحقيق النصر في البحر، بما في ذلك تخطيط الحملات العسكرية  وإجرائها، وحركة القوات البحرية وترتيبها، حيث يؤمن القائد لنفسه ميزة القتال في مكان ملائم له وخادع لعدوه. تتعامل التكتيكات البحرية مع تنفيذ الخطط ومناورة السفن أو الأساطيل البحرية في المعركة.

## المبادئ
يجب أن تكون الأهداف الأساسية لأسطول الحرب هي الحفاظ على سواحل بلده آمنة من أي هجوم، وتأمين حرية تجارتها، وتدمير أسطول العدو أو حصره في الميناء. يمكن تحقيق الهدفين الأول والثاني من هذه الأهداف عبر تحقيق الهدف الثالث بنجاح؛ تدمير أو شل الأسطول المُعادي. يقال إن الأسطول الذي يضمن حرية اتصالاته من الهجوم هو من له قيادة البحر.
تختلف الاستراتيجية البحرية بشكل جذري عن الاستراتيجية العسكرية البرية. في البحر لا توجد أرض لاحتلالها. وبصرف النظر عن مصائد الأسماك وحقول النفط البحرية مؤخرًا، لا توجد أصول اقتصادية يمكن منع العدو منها ولا توجد موارد يمكن أن يستغلها أسطول. كي يتمكن الجيش من أن يعيش خارج الأرض، يجب أن يعتمد الأسطول على المؤن التي يحملها أيًا كانت أو التي يمكن إحضارها إليه.

## التطور

### تورينغتون والأسطول الموجود
يُزعم أن الأدميرال البريطاني إيرل تورينغتون هو من أنشأ تعبير الأسطول الموجود. في مواجهة أسطول فرنسي متفوق بشكل واضح في صيف عام 1690 أثناء حرب التحالف الكبير، اقترح تورينغتون تجنب المعركة، إلا في ظل ظروف مناسبة للغاية، حتى وصول التعزيزات. إذ سيمنع الفرنسيين من السيطرة على البحر، وهو ما سيتيح لهم غزو إنجلترا، من خلال الحفاظ على أسطوله الموجود. على الرغم من إجبار تورينغتون على القتال في معركة بيتشي هيد (يونيو 1690)، لم يعط النصر الفرنسي السيطرة لباريس على القناة الإنجليزية إلا لبضعة أسابيع. 

### مقدمة لحرب المطاردة
بحلول منتصف تسعينيات القرن السابع عشر، كانت أماكن القرصنة المفوضة من موانئ المحيط الأطلسي الفرنسية، وخاصة سانت مالو ودنكيرك، تشكل تهديدًا كبيرًا للتجارة الإنجليزية الهولندية. أجبر التهديد الحكومة الإنجليزية على تحويل السفن الحربية للدفاع عن التجارة، حيث ترافق القوافل والطرادات للبحث عن القراصنة المفوَّضين. في فرنسا، حفز نجاح جهود القراصنة المفوَّضين في مواجهة الحرب الإنجليزية الهولندية على التحول التدريجي من استخدام السفن الحربية الملكية كأساطيل حربية (حرب الجناح) إلى دعم الحرب على التجارة (حرب المطاردة). قدمت قوافل الحلفاء أهدافًا كبيرة لأساطيل الإغارة التجارية. وكانت النتيجة الأكثر دراماتيكية لهذا التحول هي الهجوم الذي شنته شركة كومت دي تورفيل على قافلة سميرنا للحلفاء في 17 يونيو 1693.
يُعد عيب حرب المطاردة عند اتباعها كاستراتيجية قتال حربي (غير أنها فقط بسفن أصغر) أنه يترك التجارة الخاصة بالدولة دون حماية. وتكون أسراب الإغارة الفردية معرضة أيضًا للهزيمة بالتجزئة إذا أرسل العدو أسرابًا أكبر في مطاردتها، كما حدث مع ليسيغس في معركة سان دومينغو في 1806  وڤون سبي في معركة جزر فوكلاند في عام 1914.